# Phlegetonia stictoprocta
Phlegetonia stictoprocta är en fjärilsart som beskrevs av George Francis Hampson 1895. Phlegetonia stictoprocta ingår i släktet Phlegetonia och familjen nattflyn. Inga underarter finns listade i Catalogue of Life.